# Liste der US-amerikanischen Meister im Mittelgewicht (Boxen)
Diese Liste bietet eine Übersicht über alle US-amerikanischen Meister im Mittelgewicht:
- 1888: P. Cahill
- 1889: P. Cahill und W.H. Stuckey
- 1890: P. Cahill
- 1891: W.H. Stuckey
- 1892: Keine Preisvergabe
- 1893: A. Black
- 1894: O. Harney
- 1895: M. Lewis
- 1896: George Schwegler
- 1897: A. McIntosh
- 1898: Keine Preisvergabe
- 1899: A. McIntosh
- 1900: W. Rodenbach
- 1901: W. Rodenbach
- 1902: W. Rodenbach
- 1903: W. Rodenbach
- 1904: W. Rodenbach
- 1905: Charles Mayer
- 1906: Henry Ficke
- 1907: W. McKinnon
- 1908: Henry Hall
- 1909: Dan Sullivan
- 1910: Bill Beckman
- 1911: Napoleon Boutellier
- 1912: Arthur Sheridan
- 1913: William Barret
- 1914: William Barrett
- 1915: Adolph Kaufman
- 1916: Adolph Kaufman
- 1917: Eugene Brosseau
- 1918: Martin Burke
- 1919: Sam Lagonia
- 1920: Sam Lagonia
- 1921: Sam Lagonia
- 1922: William Antrobus
- 1923: Homer Robertson
- 1924: Ben Funk
- 1925: Clayton Frye
- 1926: Arthur Flynn
- 1927: Joseph Hanlon
- 1928: Harry Henderson
- 1929: Ray Lopez
- 1930: Ring Larson
- 1931: Frank Fullam
- 1932: Fred Caserio
- 1933: Tom Chester
- 1934: Fred Apostoli
- 1935: Dave Clark
- 1936: Jimmy Clark
- 1937: Ted Cerwin
- 1938: Bradley Lewis
- 1939: Ezzard Charles
- 1940: Joey Maxim
- 1941: James Mulligan
- 1942: Sampson Powell
- 1943: Sampson Powell
- 1944: Frank Sweeney
- 1945: Allen Faulkner
- 1946: Harold Anspach
- 1947: Nick Ranieri
- 1948: Raymond Bryan
- 1949: Albert Raymond
- 1950: Wes Echols
- 1951: Thomas Nelson
- 1952: Floyd Patterson
- 1953: Bryant Thompson
- 1954: Donald McCray
- 1955: Paul Wright
- 1956: Paul Wright
- 1957: Alex Ford
- 1958: José Torres
- 1959: Jimmy McQueen
- 1960: Leotis Martin
- 1961: Leotis Martin
- 1962: Richard Gosha
- 1963: Robert Williams
- 1964: Will Cross
- 1965: George Cooper
- 1966: Martino Berzewski
- 1967: Len Hutchins
- 1968: Al Jones
- 1969: Larry Ward
- 1970: John Magnum
- 1971: Joey Hadley
- 1972: Mike Colbert
- 1973: Marvin Hagler
- 1974: Vonzell Johnson
- 1975: Tommy Brooks
- 1976: Keith Broom
- 1977: Jerome Bennett
- 1978: Jeff McCracken
- 1979: Alex Ramos
- 1980: Martin Pierce
- 1981: Michael Grogan
- 1982: Michael Grogan
- 1983: Michael Grogan
- 1984: Percy Harris
- 1985: Darin Allen
- 1986: Anthony Hembrick
- 1987: Anthony Hembrick
- 1988: Jerome James
- 1989: Ray Lathon
- 1990: Michael DeMoss
- 1991: Chris Byrd
- 1992: Chris Byrd
- 1993: Eric Wright
- 1994: Shane Swartz
- 1995: Shane Swartz
- 1996: Omar Sheika
- 1997: Jorge Hawley
- 1998: Jeff Lacy
- 1999: Arthur Palac
- 2000: Matt Godfrey
- 2001: Andre Ward
- 2002: Julius Fogle
- 2003: Andre Dirrell
- 2004: James Johnson
- 2005: Edwin Rodríguez
- 2006: Daniel Jacobs
- 2007: Fernando Guerrero
- 2008: Luis Arias
- 2009: Terrell Gausha
- 2010: Luis Arias
- 2011: Chris Pearson
- 2012: Terrell Gausha
- 2013: LeShawn Rodriguez
- 2014: LeShawn Rodriguez
- 2015: Chardale Booker
- 2016: Troy Isley